# Свердловини, пробурені на шельфі

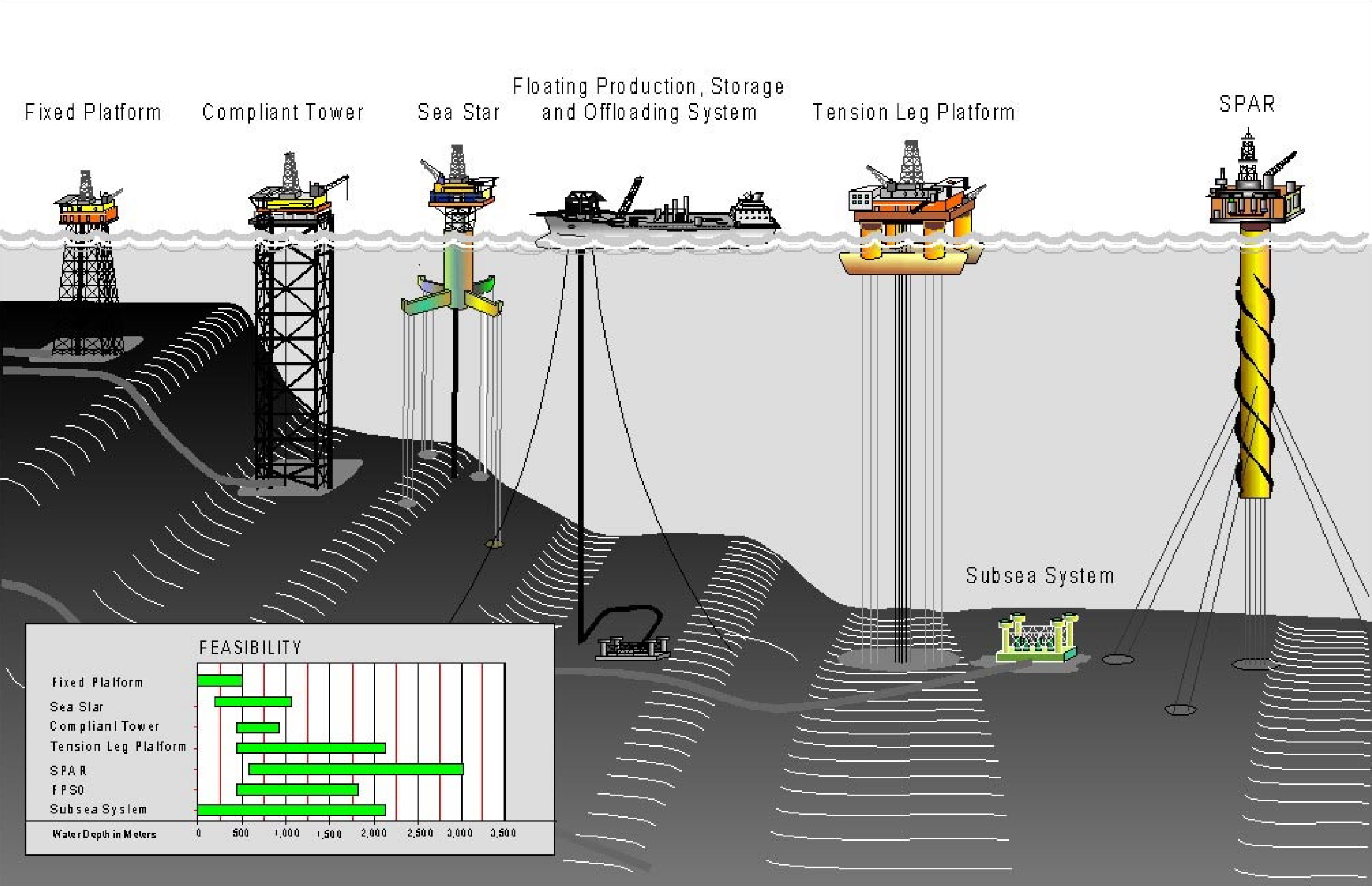
Порівняння систем морського буріння. Стаціонарні платформи для буріння свердловин на шельфі показано зліва.

Свердловини, пробурені на шельфі розділяють  на: 
- свердловини з підводним закінчуванням,
- свердловини з розміщенням гирла на платформі.

Свердловини з розміщенням гирла на платформі облаштовуються противикидним обладнанням, клапанами і трубами, які розміщені на самій платформі, що дозволяє легко проводити ремонт і експлуатувати свердловини.
Експлуатаційні свердловини з підводним закінчуванням облаштовуються противикидним обладнанням, клапанами і трубами, які розміщені на морському дні. Вони потім прикріплюються до основної платформи. У віддалених від основної платформи свердловинах регулятори клапанів і трубопроводи прикріплюються до уже існуючої інфраструктури. Підводні свердловини економічно ефективні в тих випадках, коли невеликі поклади вуглеводнів розміщені неподалік від уже існуючої інфраструктури, але до яких важко добратися з основної платформи, або якщо всі отвори з основної платформи уже задіяні для інших свердловин. На деяких родовищах використовують лише підводні свердловини, які під’єднанні до плаваючої установки з видобутку і зберігання при допомозі трубопроводу (стояка) високого тиску. Ремонт на підводних свердловинах вимагає використання плавучої бурової установки. Це означає призупинення свердловини і очікування прибуття установки для виконання ремонтних робіт, що веде до значних втрат у видобутку. Ремонт свердловини є дуже вартісним, оскільки плавуча бурова установка і її технічне обслуговування обходиться дорого.